# Сибай
Сиба́й (баш. МФА: Сибайо файле) — город в Республике Башкортостан Российской Федерации. Город республиканского значения. Административный центр городского округа город Сибай со статусом городского округа.
Промышленный, культурный и образовательный центр Башкирского Зауралья.

## Физико-географическая характеристика
Географическое положение
Расположен на Южном Урале, в отрогах хребта Ирендыка, на реке Карагайлы, в 95 км к юго-западу от города Магнитогорска, в 464 км к юго-востоку от столицы республики города Уфы и в 173 км юго-восточнее города Белорецка.
Климат
Климат является умеренно континентальным. Лето жаркое и часто засушливое, зима холодная, с большим количеством снега.
- Среднегодовая температура воздуха: +3,3 °C.
- Относительная влажность воздуха: 66,8 %.
- Средняя скорость ветра: 4,1 м/с.

| Среднесуточная температура воздуха в Сибае по данным NASA | Среднесуточная температура воздуха в Сибае по данным NASA | Среднесуточная температура воздуха в Сибае по данным NASA | Среднесуточная температура воздуха в Сибае по данным NASA | Среднесуточная температура воздуха в Сибае по данным NASA | Среднесуточная температура воздуха в Сибае по данным NASA | Среднесуточная температура воздуха в Сибае по данным NASA | Среднесуточная температура воздуха в Сибае по данным NASA | Среднесуточная температура воздуха в Сибае по данным NASA | Среднесуточная температура воздуха в Сибае по данным NASA | Среднесуточная температура воздуха в Сибае по данным NASA | Среднесуточная температура воздуха в Сибае по данным NASA | Среднесуточная температура воздуха в Сибае по данным NASA |
| Янв                                                       | Фев                                                       | Мар                                                       | Апр                                                       | Май                                                       | Июн                                                       | Июл                                                       | Авг                                                       | Сен                                                       | Окт                                                       | Ноя                                                       | Дек                                                       | Год                                                       |
| −13,0 °C                                                  | −13,0 °C                                                  | −8,0 °C                                                   | 3,0 °C                                                    | 14,0 °C                                                   | 20,0 °C                                                   | 21,0 °C                                                   | 19,0 °C                                                   | 12,0 °C                                                   | 3,6 °C                                                    | −6,0 °C                                                   | −12,0 °C                                                  | 3,0 °C                                                    |
| --------------------------------------------------------- | --------------------------------------------------------- | --------------------------------------------------------- | --------------------------------------------------------- | --------------------------------------------------------- | --------------------------------------------------------- | --------------------------------------------------------- | --------------------------------------------------------- | --------------------------------------------------------- | --------------------------------------------------------- | --------------------------------------------------------- | --------------------------------------------------------- | --------------------------------------------------------- |

Часовой пояс
Сибай находится в часовой зоне МСК+2. Смещение применяемого времени относительно UTC составляет +5:00.
Экология
Сибай наряду с Межгорьем, признан в 2019 году самым чистым городом Республики Башкортостан

## История
Название города восходит к имени Сибая Абзанова, первопоселенца деревни Старый Сибай (Атайсал).
В период между 1844—1849 годами в нескольких километрах к востоку от деревни Старый Сибай, на реке Камышлы-Узяк возникла деревня Ново-Сибаево. В 1850 году в ней было 12, в 1859 году — 15 дворов и 88 жителей, в 1866 году — 64 жителя, в 1892 году 18 дворов и 99 жителей, в 1901 году — 11 дворов, 83 жителя.
По легенде, охотник из деревни Старый Сибай, раскапывая нору куницы, наткнулся на тяжёлую красную глину с блесками пирита, характерную многим месторождениям медных руд. В конце 1912 года житель деревни Ново-Сибаево Амир Абдулкасимович Худайбердин, собрав несколько мешков глины, отвёз в Баймак директору-распорядителю Южно-Уральского горного акционерного общества А. Ф. Кабанову. Анализы показали, что это бурый железняк со значительным содержанием золота и серебра.
В 1913 году было открыто Сибайское медно-колчеданное месторождение, в 1915 году пробита разведочная шахта. В 1917 году упоминается Ново-Сибаевский хутор с 237 жителями и 37 дворами. В деревне Ново-Сибаево проживало 102 жителя при 20 дворах.
Во время Гражданской войны шахта была затоплена и заброшена, к её восстановлению приступили только в 1925 году. Началась добыча руды и отправка её на Баймакский медеплавильный завод. В 1925 году зафиксированы поселения: Сибаевский рудник с одним двором, Ново-Сибаевский хутор с 31 двором и д. Ново-Сибаево с 18 дворами, которые, впоследствии, слились в один населённый пункт. В 1938 году Сибай получил статус рабочего посёлка. 21 ноября 1955 года указом Президиума Верховного Совета РСФСР Сибай получил статус города республиканского подчинения.

## Население
| 1939    | 1959    | 1967    | 1970    | 1979    | 1989    | 1992    | 1996    | 1998    | 2000    | 2001    | 2002    |
| ------- | ------- | ------- | ------- | ------- | ------- | ------- | ------- | ------- | ------- | ------- | ------- |
| 2400    | ↗28 822 | ↗37 000 | ↗37 656 | ↗40 294 | ↗47 257 | ↗48 400 | ↗53 900 | ↗55 400 | ↗57 900 | ↗58 900 | ↗59 082 |
| 2003    | 2005    | 2006    | 2007    | 2008    | 2009    | 2010    | 2011    | 2012    | 2013    | 2014    | 2015    |
| ↗59 100 | ↗61 600 | ↗62 900 | ↗64 300 | ↗65 200 | ↗67 224 | ↘62 763 | ↗62 800 | ↗62 911 | ↘62 669 | ↘62 562 | ↘62 356 |
| 2016    | 2017    | 2018    | 2019    | 2020    | 2021    | 2022    | 2023    | 2024    | 2025    |         |         |
| ↘61 534 | ↘61 054 | ↗61 266 | ↗61 344 | ↘60 780 | ↘56 514 | ↗59 624 | ↘56 327 | ↘55 881 | ↘55 354 |         |         |

На 1 января 2025 года по численности населения город находился на 288-м месте из 1124 городов Российской Федерации.
Национальный состав
Согласно Всероссийской переписи населения 2010 года: башкиры — 53 %, русские — 35,6 %, татары — 8,3 %, лица других национальностей — 3,1 %.
По данным переписи населения 2020 года в Сибае проживало 57 140 человек из которых 55 366 человек указали свою национальность:
| Национальность | Численность, чел. | Доля     |
| -------------- | ----------------- | -------- |
| Башкиры        | 32 634            | 58,94 %  |
| Русские        | 18 799            | 33,95 %  |
| Татары         | 2 689             | 4,85 %   |
| Езиды          | 189               | 0,34 %   |
| Украинцы       | 123               | 0,22 %   |
| Казахи         | 116               | 0,21 %   |
| Таджики        | 115               | 0,20 %   |
| Узбеки         | 108               | 0,19 %   |
| Азербайджанцы  | 101               | 0,18 %   |
| Чуваши         | 97                | 0,17 %   |
| Армяне         | 95                | 0,17 %   |
| Другие         | 2 068             | 3,6 %    |
| Итого          | 57 140            | 100,00 % |

## Экономика

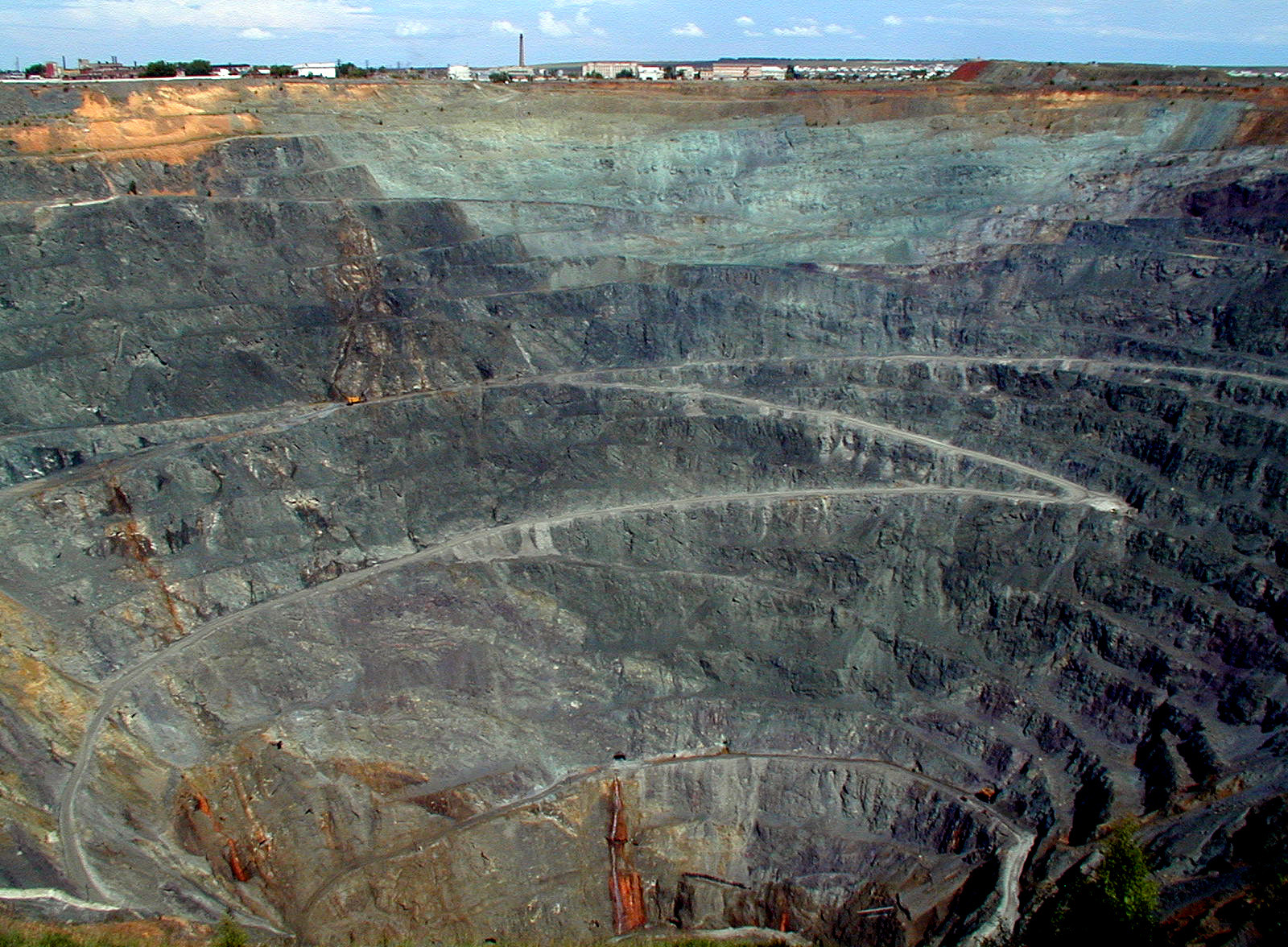
Сибайский карьер

Сибайское медно-колчеданное месторождение открыто в 1913 году, освоение началось в 1925 году. В 1939 году открыт Ново-Сибайский участок месторождения. В январе 1944 года пущен медеплавильный завод, в 1948 году основан Башкирский медно-серный комбинат. Сибайский карьер является одним из самых глубоких в мире. Его глубина превышает 500 метров, а диаметр 2 километра.
Предприятия
- ОАО «Башкирский медно-серный комбинат», c 2004 г. — Сибайский филиал ОАО «Учалинский ГОК». Деятельность прекращена.
- ПАО «Башкирское шахтопроходческое управление».
- Сибайские электрические сети ООО «Башкирэнерго».
- Зауральская ТЭЦ.

Телекоммуникации
- Интернет, телевидение, телефония: «Башинформсвязь» (ныне «Ростелеком»), «Инфоком», «Фридом», «Уфанет».

## Экологическая обстановка
В городе находится один из самых глубоких карьеров в России и в мире, оставшийся после выработки Сибайского медно-колчеданного месторождения.

## Транспорт
Внешний наземный транспорт
- Пассажирский поезд № 675/676 Уфа — Сибай;
- автобус;
- такси;

В 1954 году открыто движение по железнодорожной линии Магнитогорск — Сибай. В 1972 году на станцию Сибай прибыл первый пассажирский поезд из Уфы, который курсирует и по сегодняшний день. Нынешним маршрутом через Инзер и Белорецк следует с 1979 года.
По среднесрочной программе развития Башкирского Зауралья планировалось строительство железнодорожной ветки от станции Сибай на юг до станции Сара Южно-Уральской железной дороги, однако на середину 2016 года проложено лишь несколько десятков метров железнодорожной колеи. Проект этой ветки впервые детально был изображён в атласе железных дорог СССР 1944 года.
Ведется строительство железнодорожной ветки «Сибай-Подольск-Новорудная».
Внутренний наземный транспорт
- автобус;
- такси;

Воздушный транспорт
- Аэропорт Сибай

В настоящее время из аэропорта регулярные рейсы не выполняются.

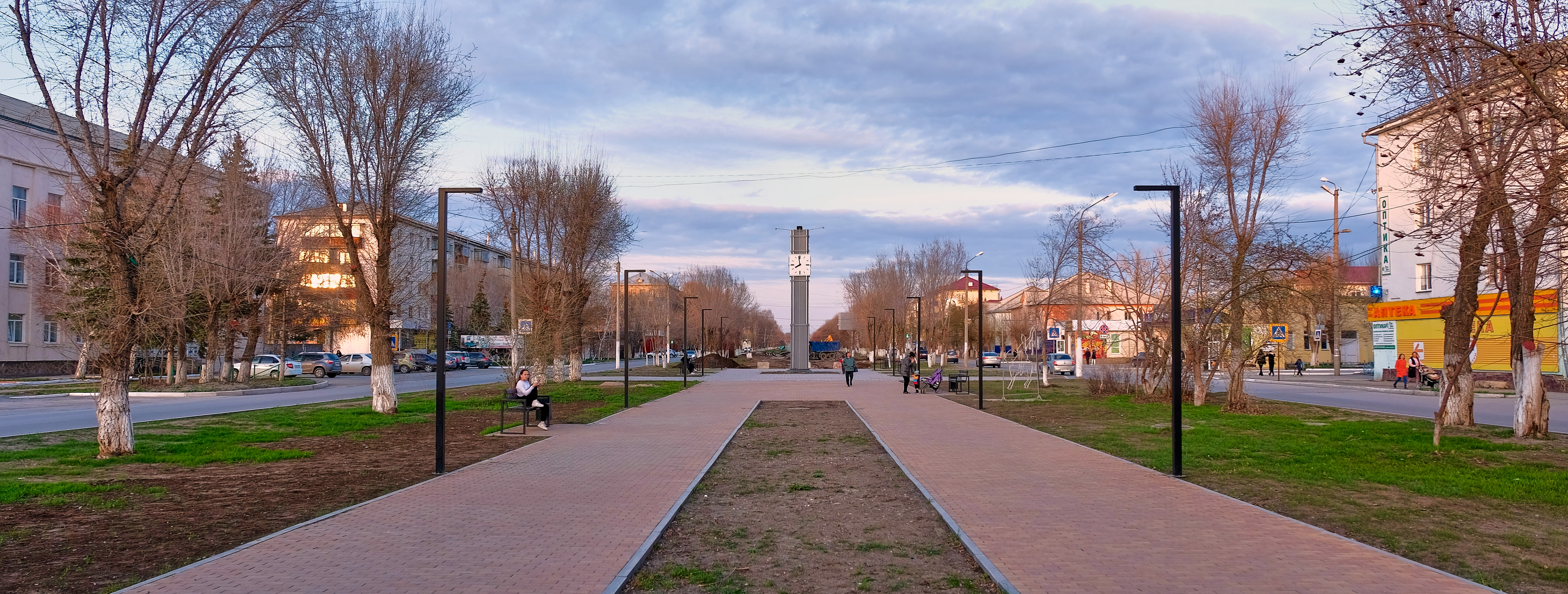
Проспект Горняков
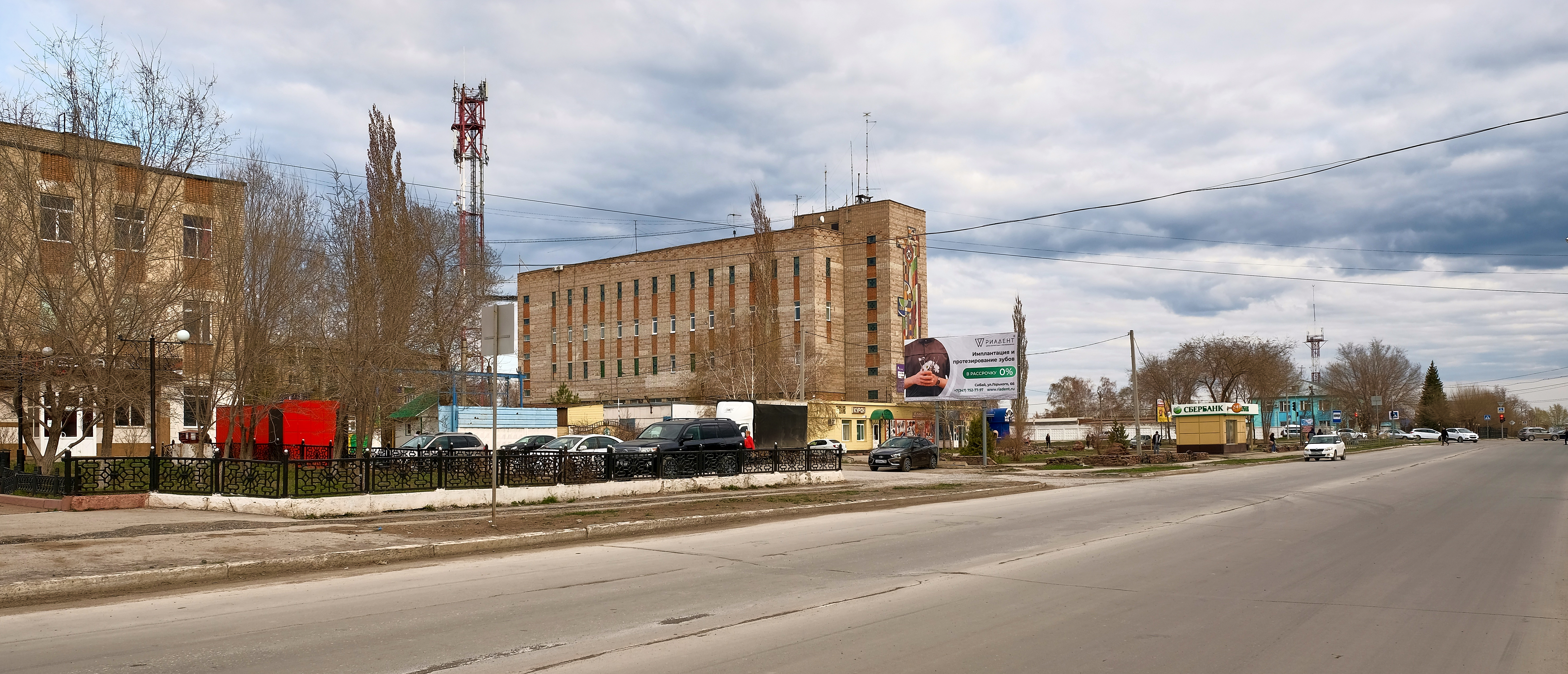
Улица Белова
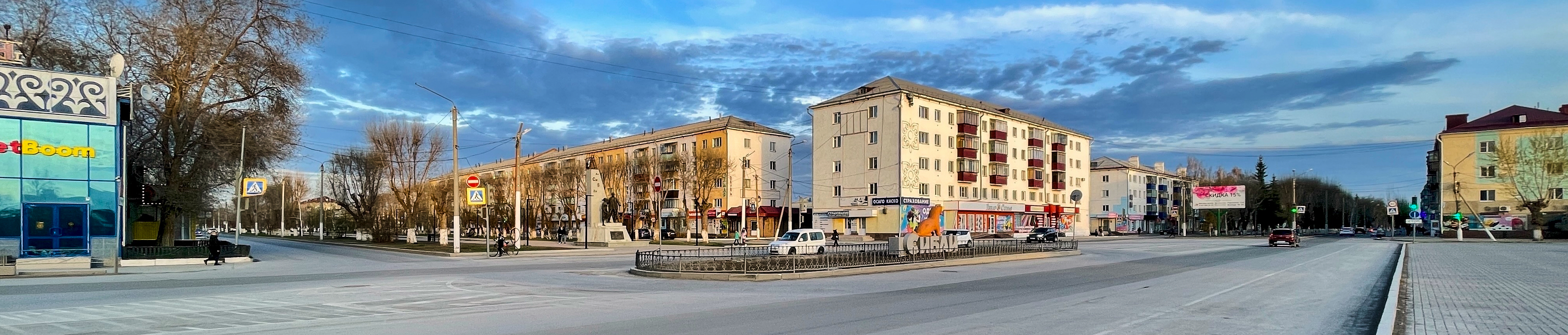
Улица Ленина
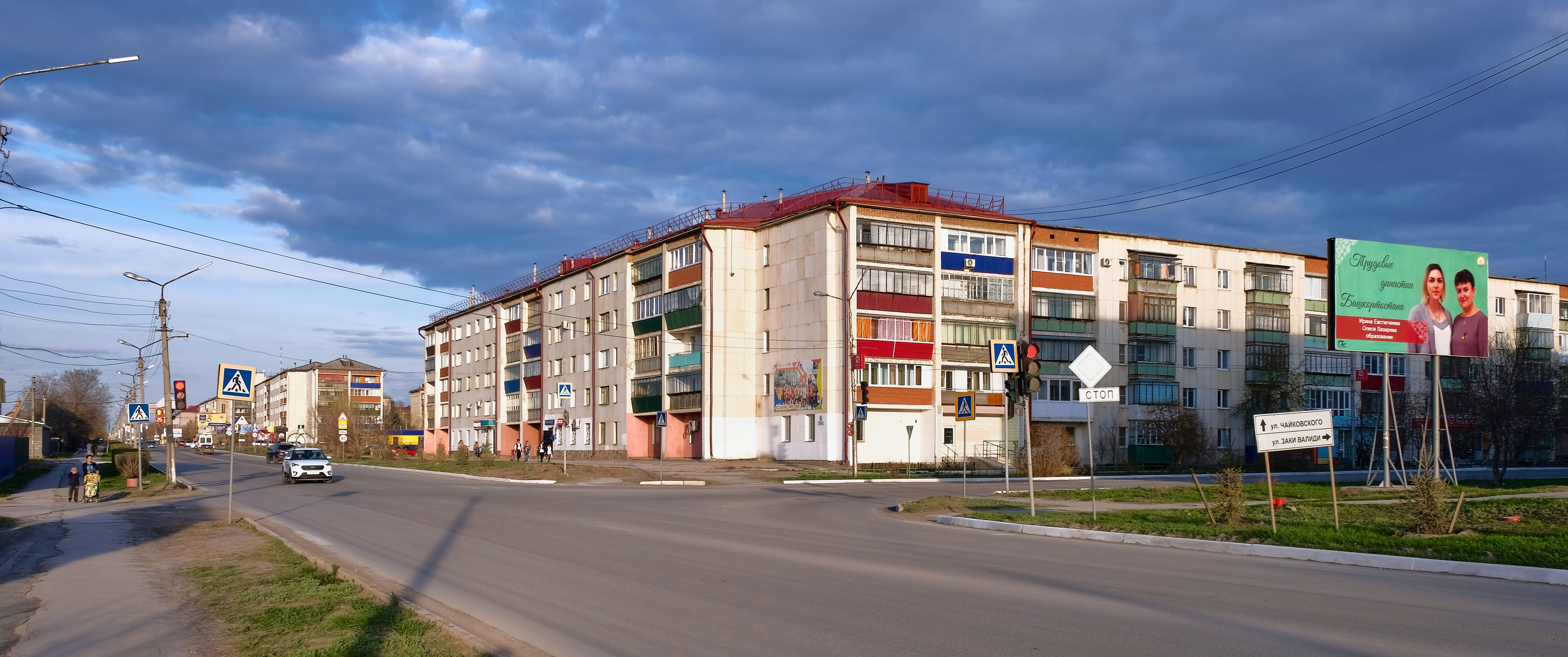
Улица Чайковского

## Памятники
- С 2000 по 2021 год в городе стоял бюст лидера башкирского национального движения, политического деятеля, видного тюрколога, политолога, историка Ахмета-Заки Валиди. В сентябре 2021 года бюст был отправлен на реконструкцию[43]. В мае 2023 года постамент бюста и мемориальная табличка были разрушены[44].
- Бюст башкирского национального героя, поэта-импровизатора Салавата Юлаева.
- Памятник Герою Советского Союза Белову Фёдору Ивановичу.
- Памятник Герою Советского Союза Александру Матросову.
- Вечный огонь.
- Памятник «БРДМ» военнослужащим, принимавшим участие в локальных конфликтах.
- Памятник «Материнство», посвящённый многодетным семьям и матерям-одиночкам. Открытие памятника состоялось 9 марта 2011 года.
- Бюст классику башкирской и татарской литературы Мажиту Гафури.

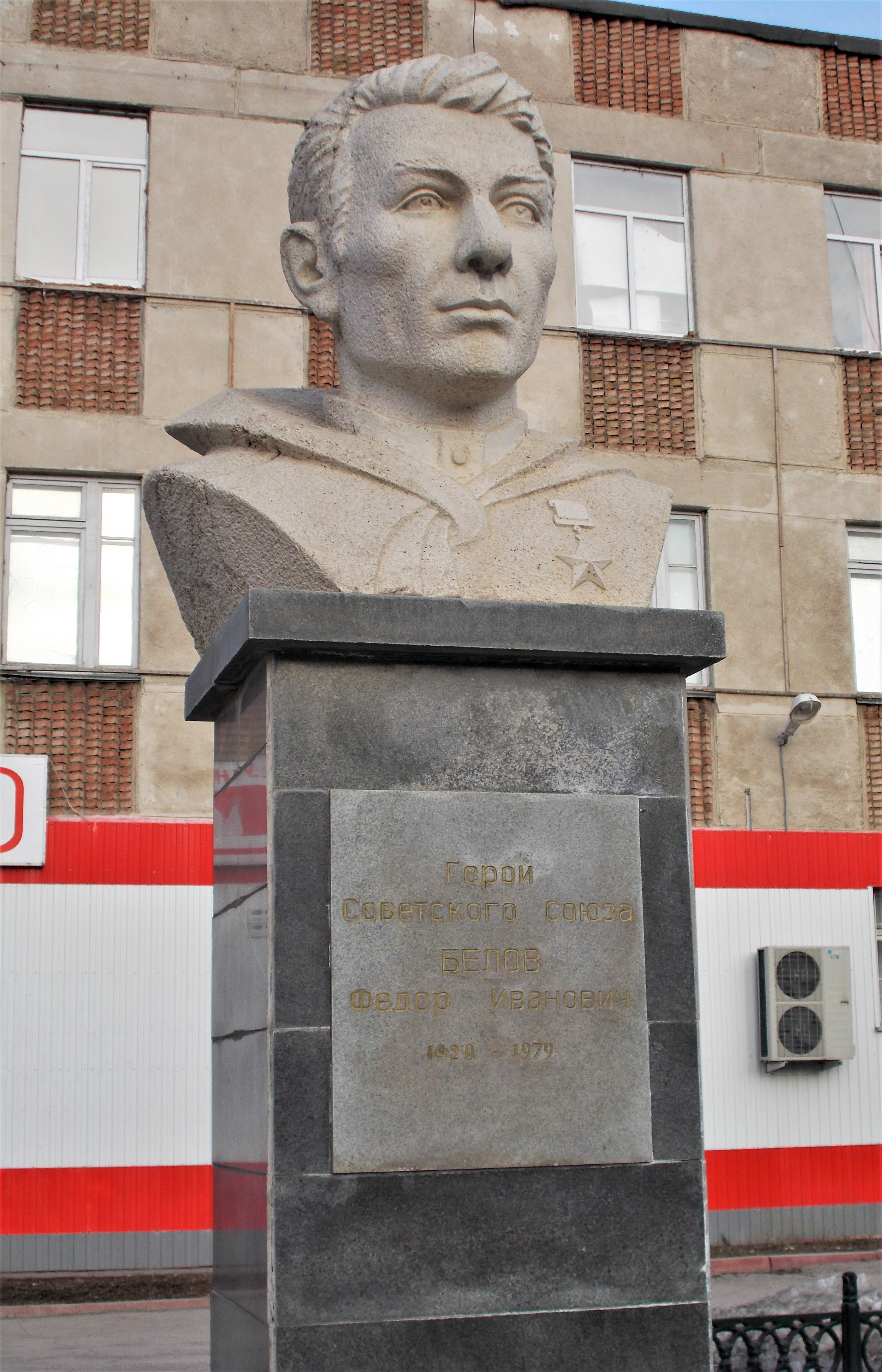
Бюст Ф. И. Белова
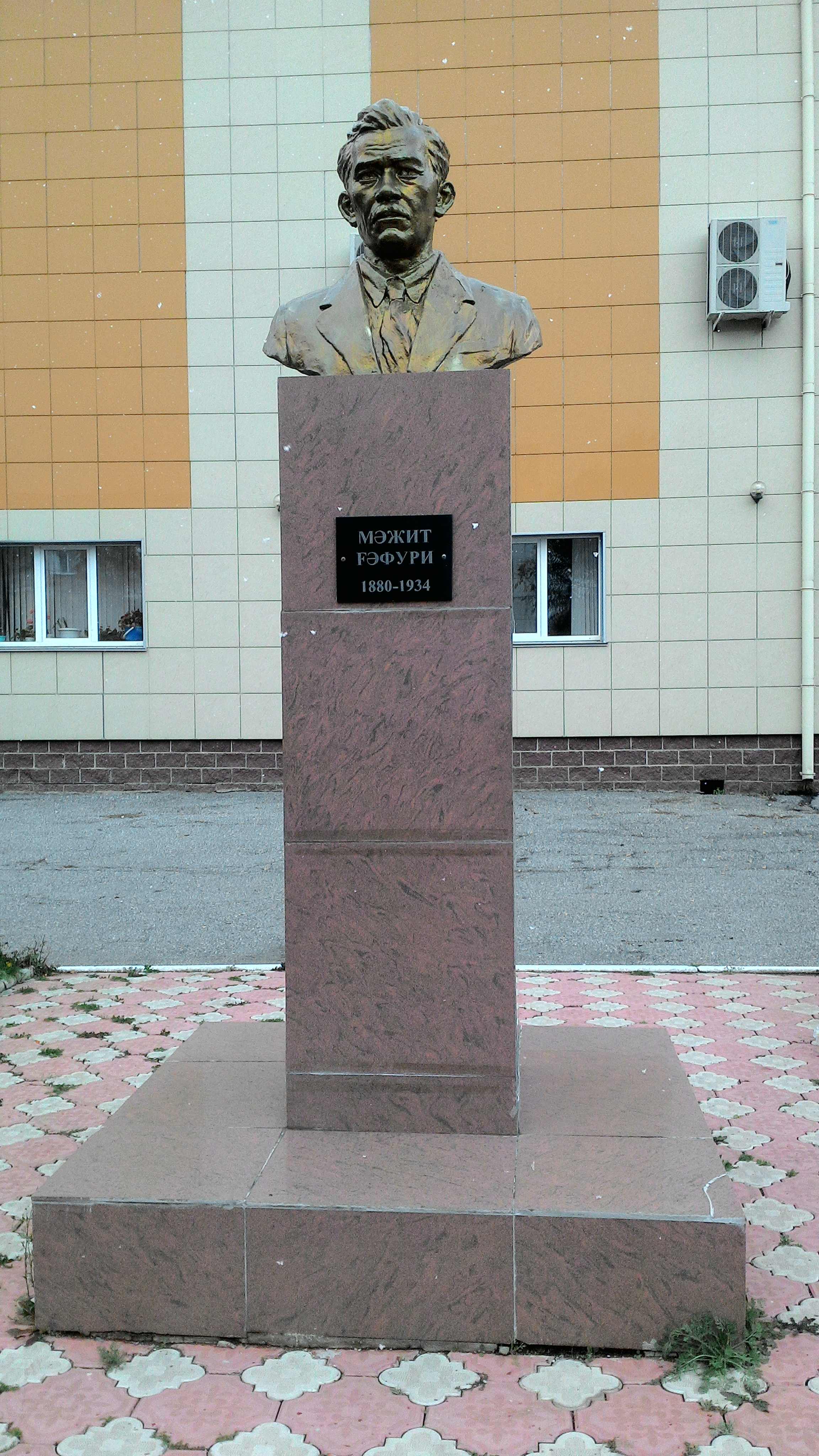
Бюст М. Гафури
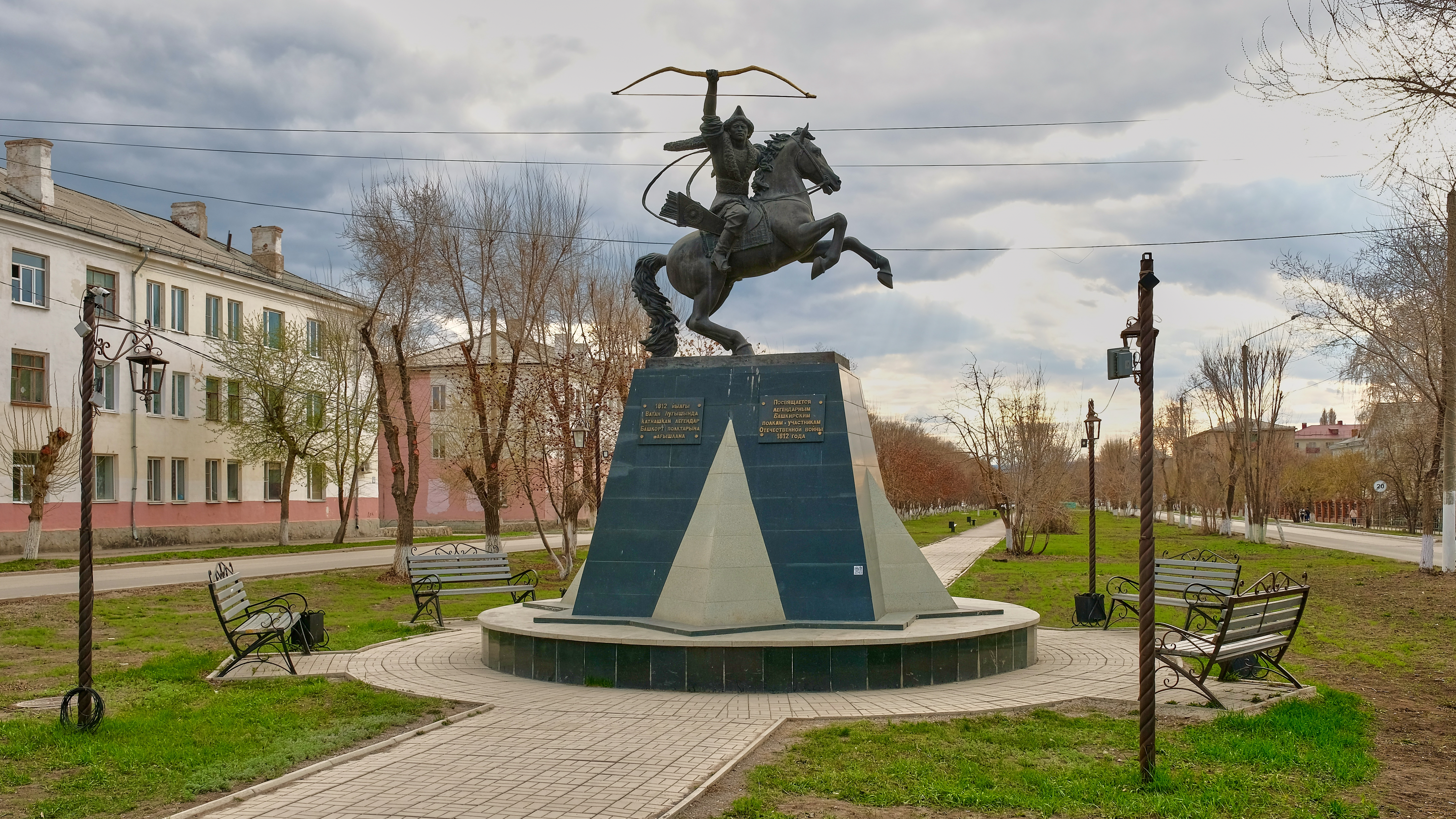
Памятник башкирским полкам, участвовавшим в Отечественной войне 1812 года

## Образование

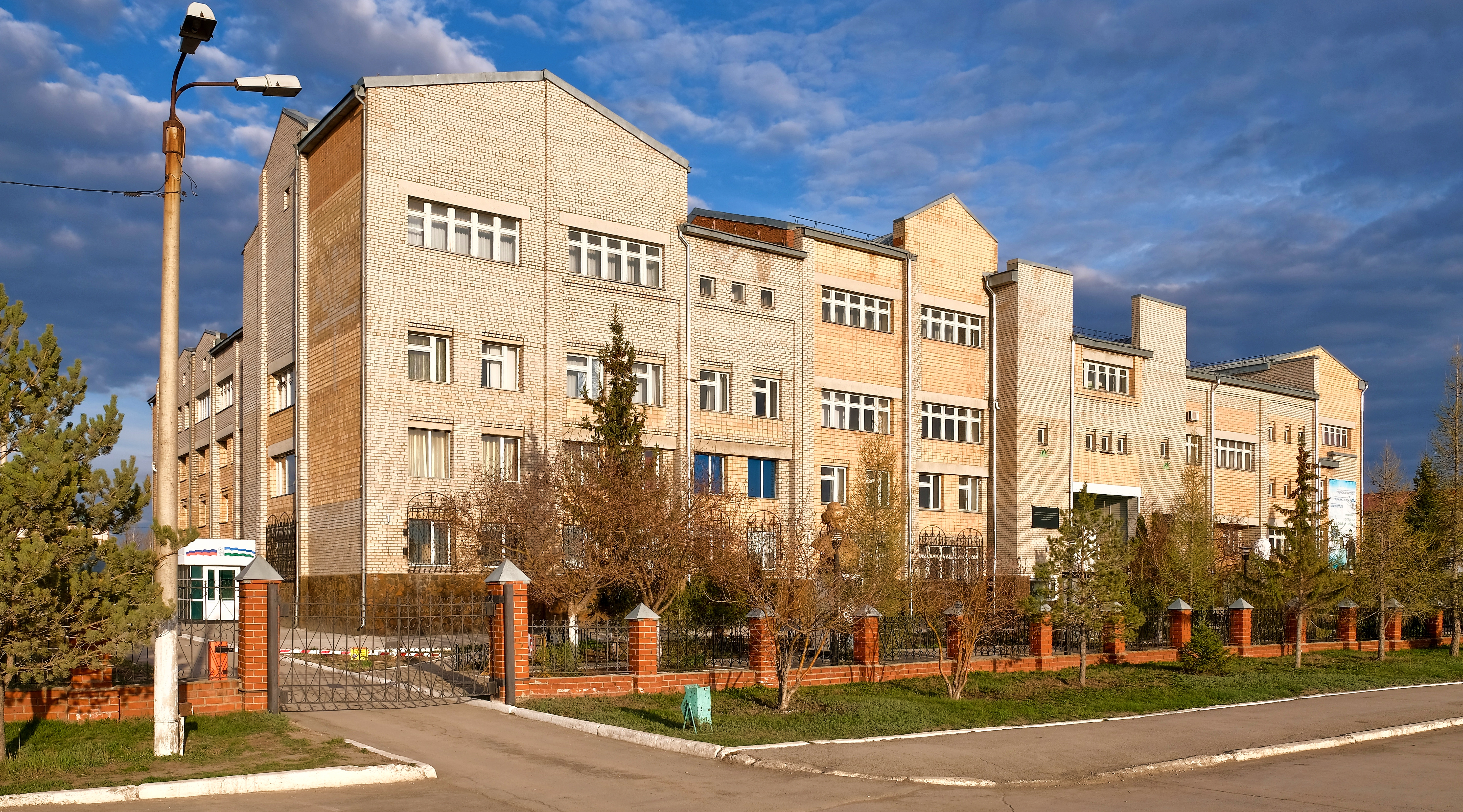
Сибайский институт Башкирского госуниверситета

- Сибайский институт Уфимского университета науки и технологий.
- Сибайский колледж строительства и сервиса.
- Сибайский многопрофильный профессиональный колледж.
- Сибайский педагогический колледж.
- Сибайский медицинский колледж.
- Сибайский колледж искусств.

Функционируют 14 общеобразовательных учреждений, 12 дошкольных образовательных учреждений, 3 учреждения дополнительного образования, 2 загородных детских лагеря.

## Религия
Мечети:
- Сибайская соборная мечеть «Ат-Таква»;
- Мечеть в посёлке Аркаим;
- Мечеть в посёлке Золото

Православные храмы:
- Храм иконы Божией Матери «Отрада и утешение»

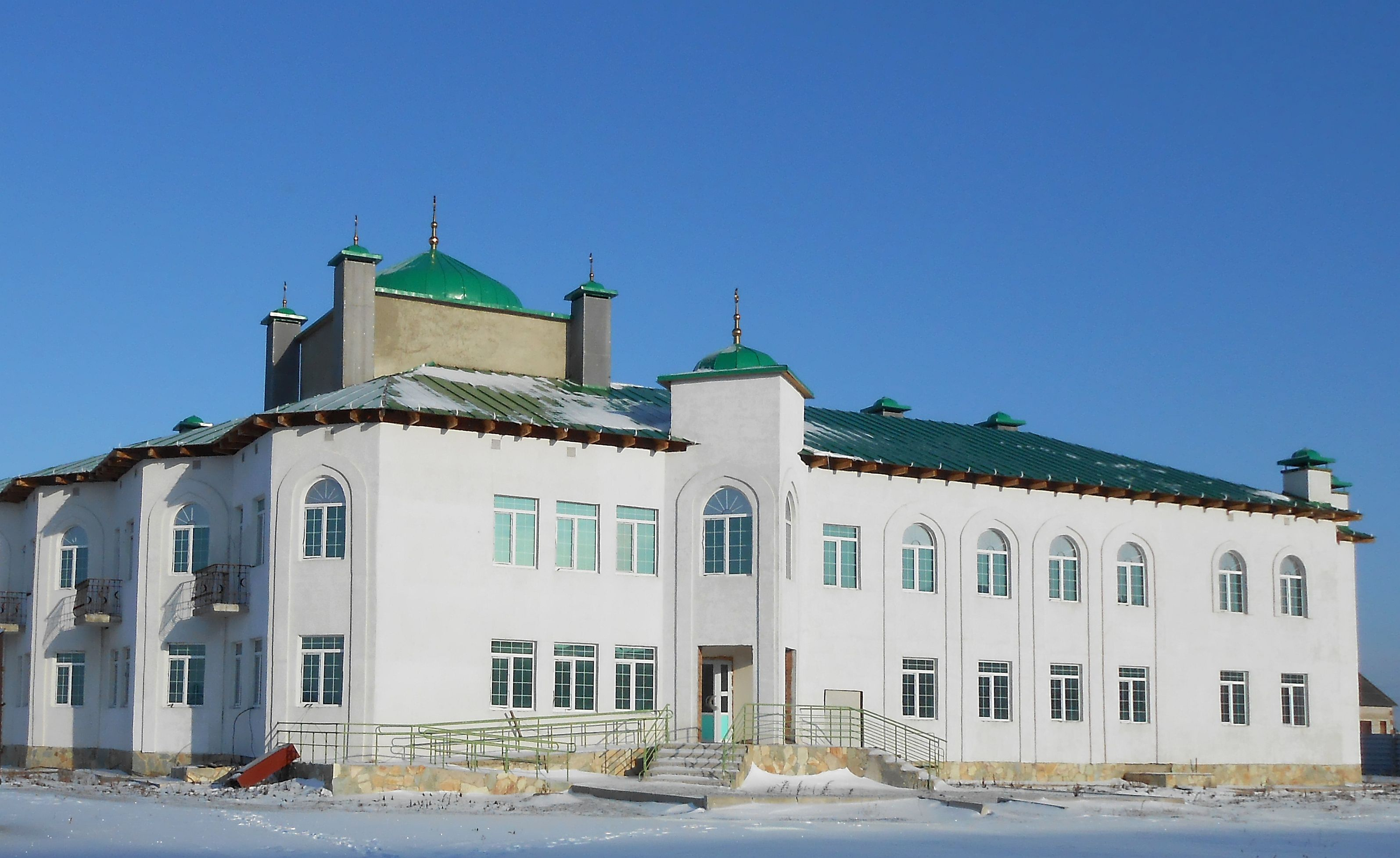
Медресе
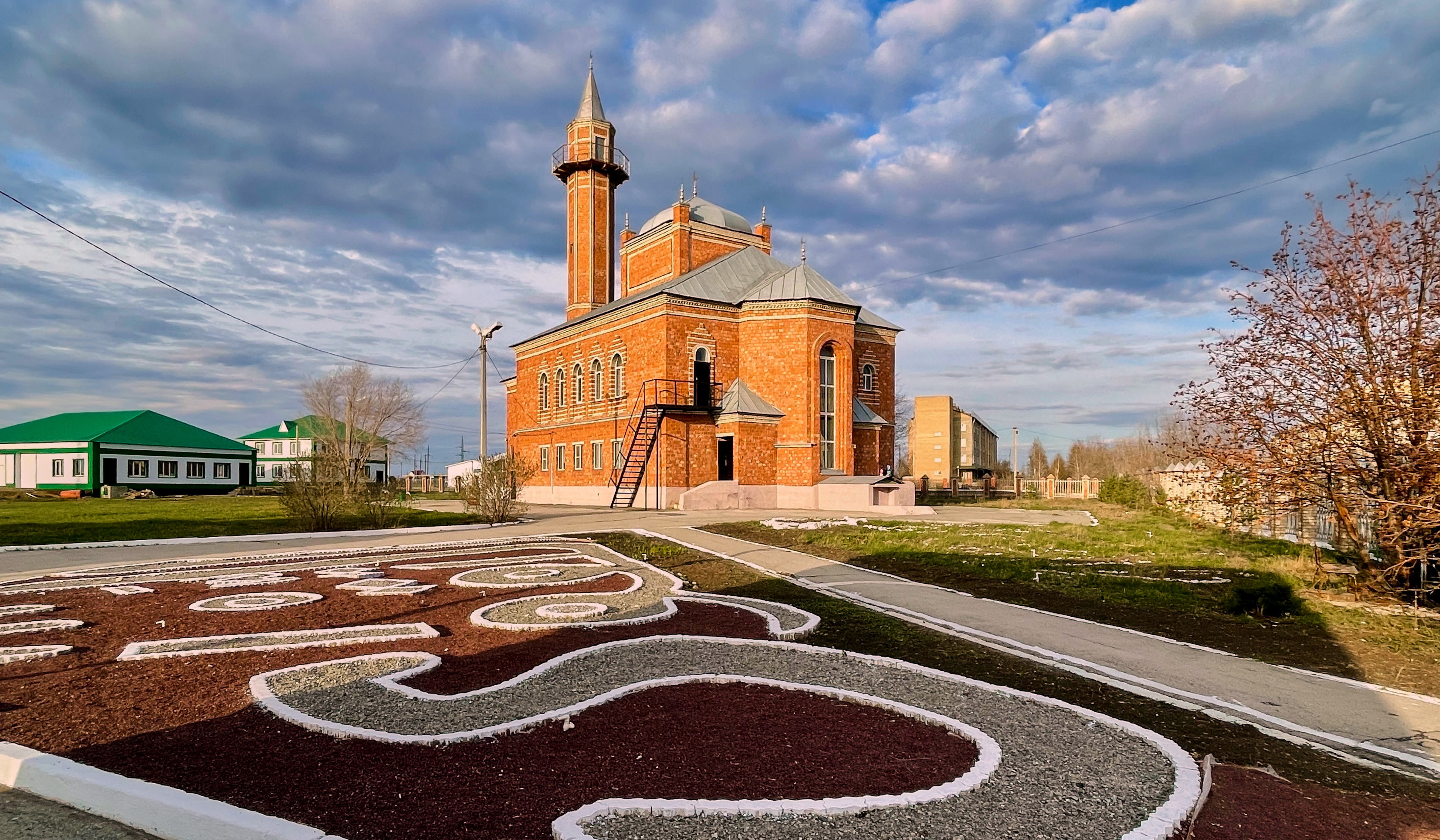
Соборная мечеть «Таква»
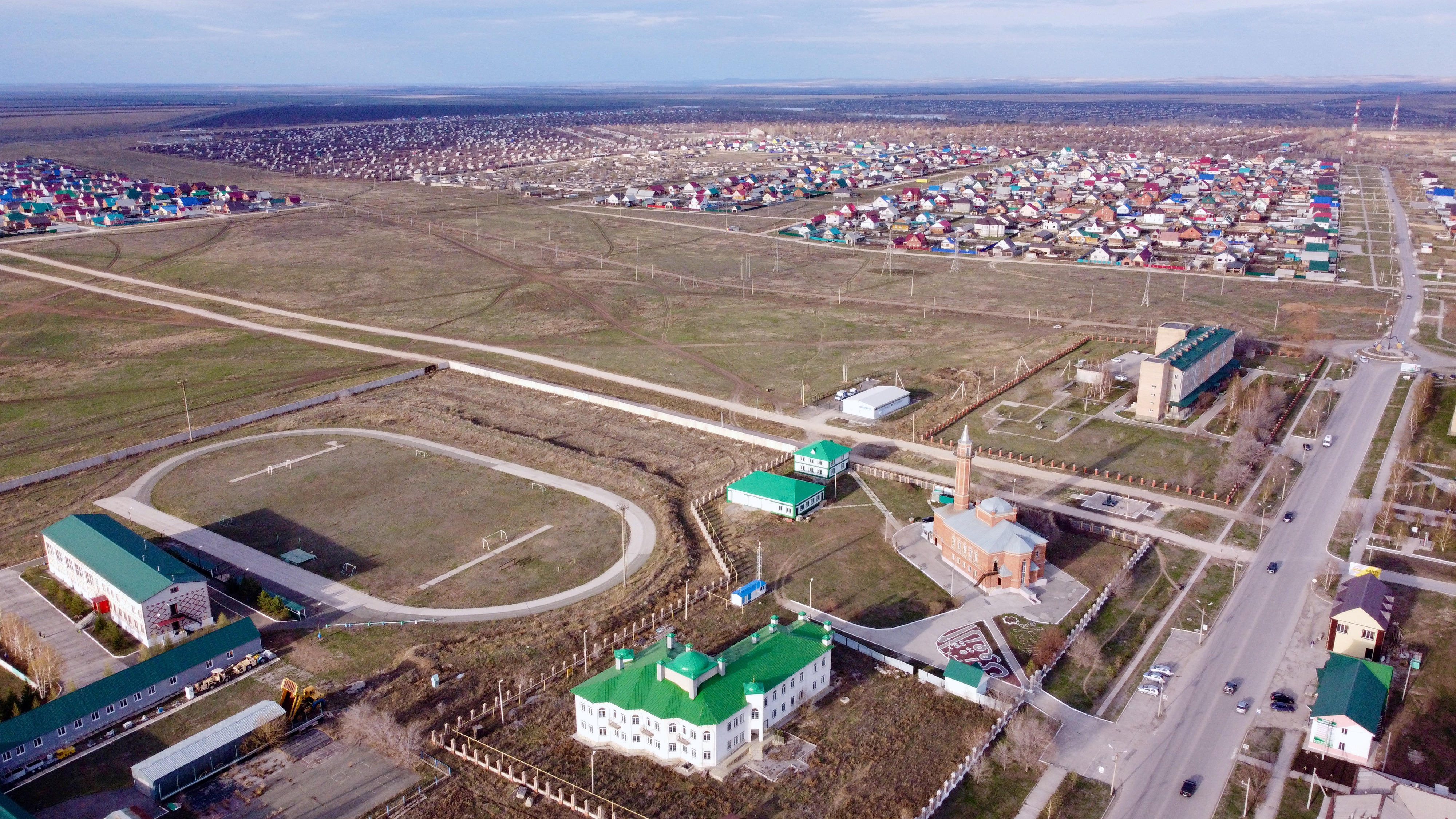
Вид на медресе и мечеть с высоты

## Культура

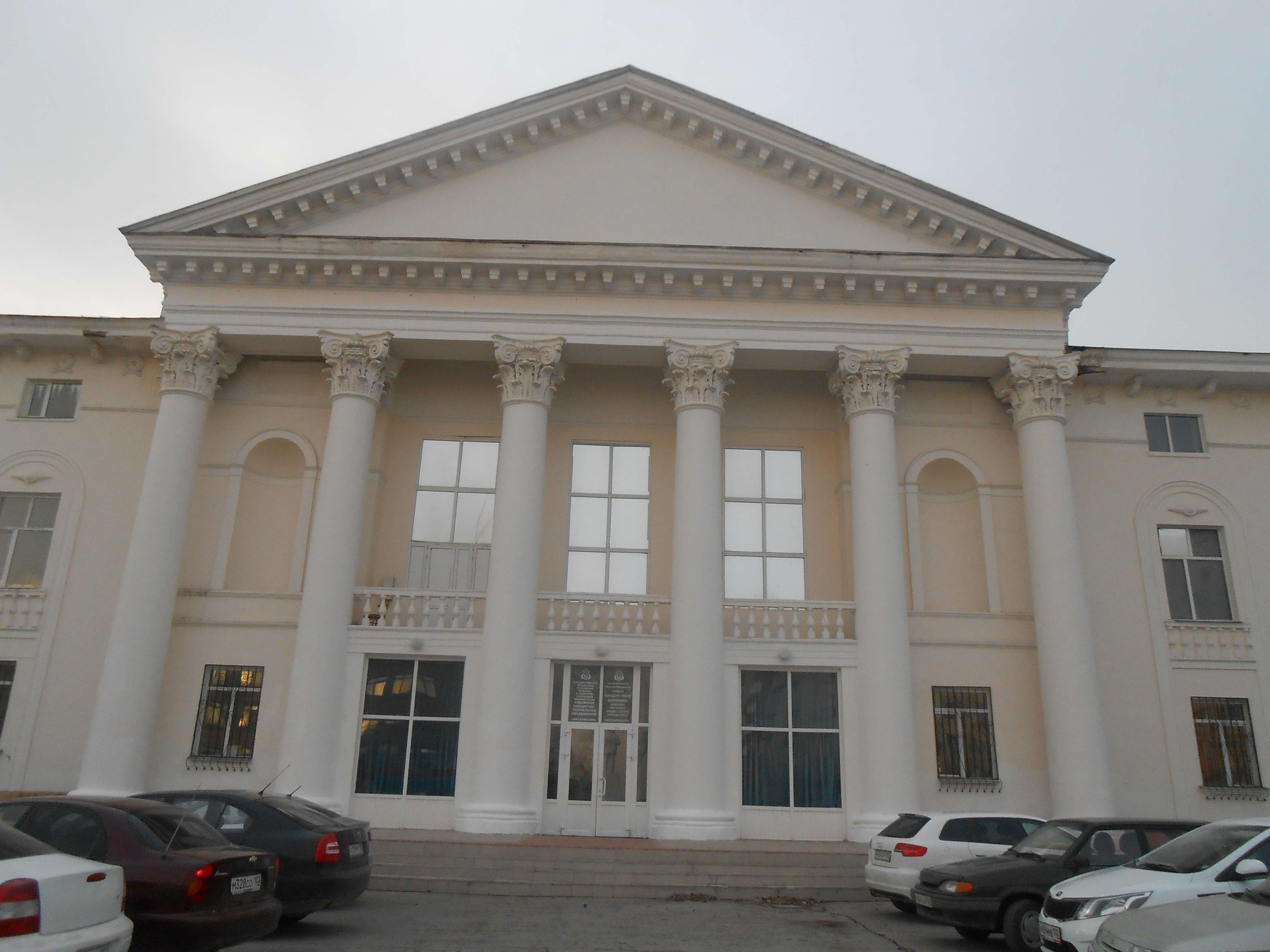
Сибайская государственное концертно-театральное объединение

Действуют Сибайский государственный башкирский театр драмы имени Арслана Мубарякова, Сибайское государственное концертно-театральное объединение.
Работает краеведческий музей.

## Спорт
- Футбольный клуб «Пегас».
- Футбольный клуб «Шахтостроитель».
- Футбольный клуб «Олимп»
- Хоккейный клуб «Горняк».
- Конный клуб «Ветерок».

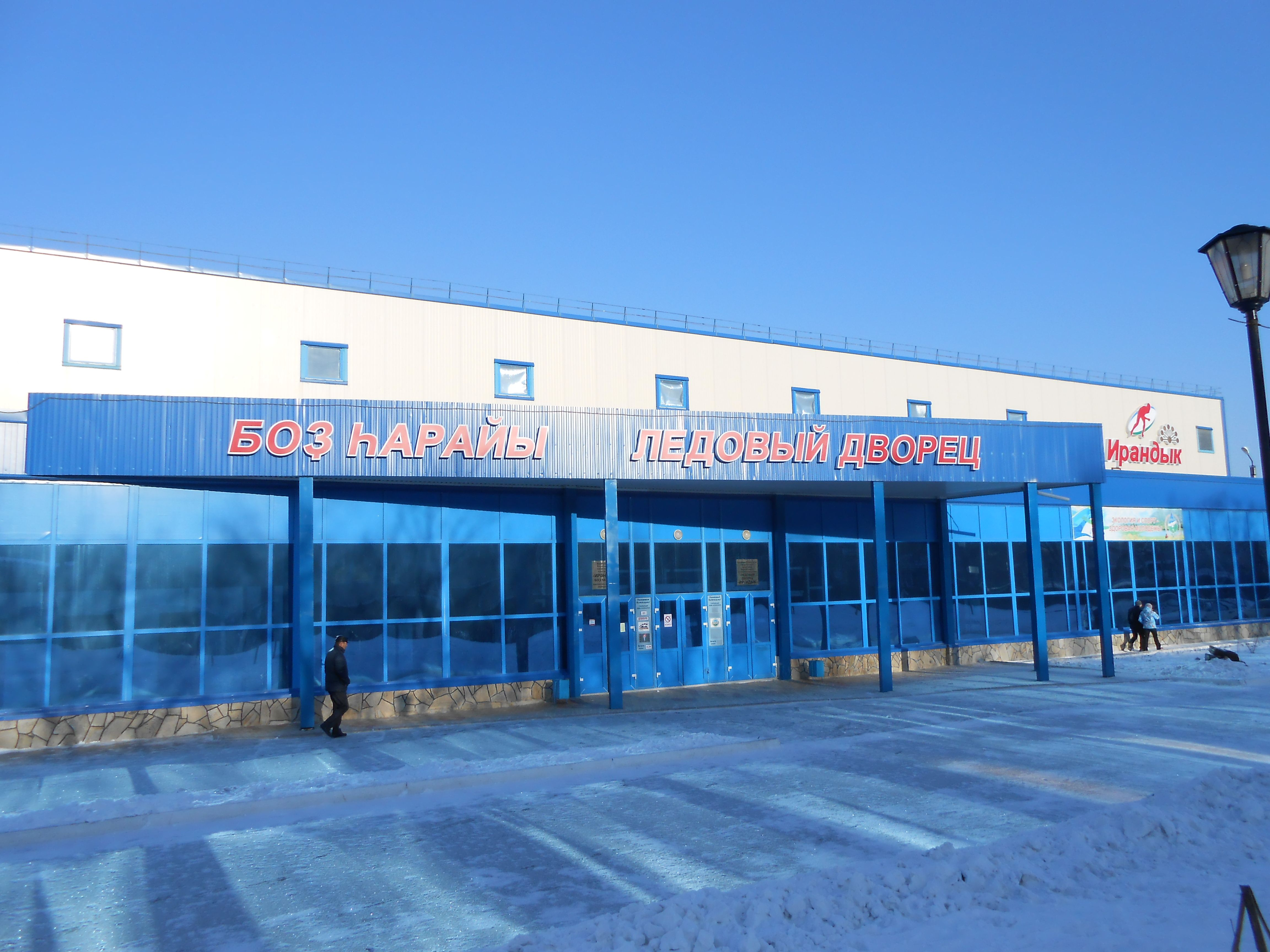
Ледовый дворец «Ирандык»

- Сибайский клуб греко-римской борьбы «Фортоген».
- Клуб кикбоксинга «Шонкар».
- Клуб восточных единоборств «Чёрный дракон» (муай-тай, ушу, нинзюцу).
- ДЮСШ «Клуб бокса».
- Клуб бокса «Динамо».
- Зауральское отделение Федерации айкидо Республики Башкортостан.
- Клуб исторического фехтования «Утренняя звезда».
- Клуб каратэ-кёкусинкай «Тамаши-рю».
- Клубы традиционного каратэ-до «Дзион» и «Сётокан».
- Клуб айкидо «Вакикай».
- Волейбольный клуб «Газпром».
- Волейбольный клуб «Сибай-ДЮСШ».
- Волейбольный клуб ЦТД «Импульс».
- ДЮСШ «Баскетбольный клуб».
- Бойцовский клуб «Старая крепость»
- Клуб исторического средневекового боя «Наследие»

## Средства массовой информации
Телевидение
- Пакет цифровых телеканалов «РТРС-1»
- Пакет цифровых телеканалов «РТРС-2»
- Сибайская студия телерадиовещания.

Радиовещание
- 96,0 МГц Ретро FM;
- 97,0 МГц Маруся FM;
- 98,0 МГц Радио ENERGY;
- 99,8 МГц Новое радио;
- 100,7 МГц Радио Рекорд;
- 101,2 МГц Авторадио;
- 102,1 МГц Юмор FM;
- 103,8 МГц Радио Ашкадар;
- 104,9 МГц Радио Юлдаш;
- 106,8 МГц Радио Дача;

Городские печатные издания
- Газета «Сибайский рабочий»;
- Газета «Атайсал»;
- Газета «Городская газета. Сибай»;
- Газета «Кому что…?»;
- Газета «Заурал-инфо»;

## Города-партнёры
- Сургут, Россия;
- Екатеринбург, Россия;

## Города-побратимы
•  Турция, Урла;

## Сибай в топонимах
- Сибайская улица имеется в Учалах, Баймаке, Дюртюлях, Межозёрном. В Казани есть улица Сибай.